# Franz von Rottenburg

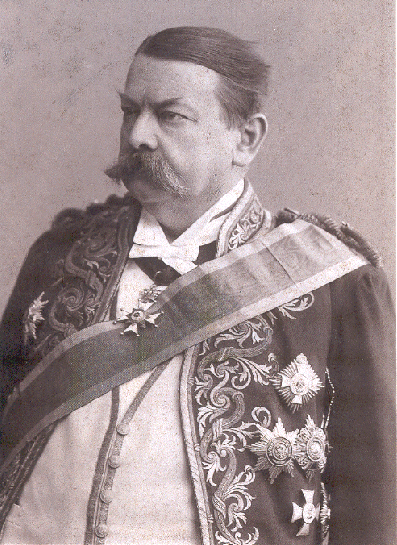
Franz v. Rottenburg in gala-uniform

Franz Johannes (Fritz) von Rottenburg (Danzig, 16 maart 1845 - Bonn, 14 februari 1907) was een Duits jurist en politicus. Hij bracht het tot onderstaatssecretaris van de Kanselarij van de Duitse Rijkskanselier en was een medewerker van Otto von Bismarck.
De Rottenbergs waren een Danziger en Keuls geslacht van kooplieden. Een overgrootvader van Franz werd in de Poolse adelstand verheven. In 1887 kreeg Franz-Johannes Rottenburg het recht om het predicaat "von" voor zijn naam te plaatsen.
Franz von Rottenburg droeg onder andere de IIe Klasse van de Orde van de Rode Adelaar met eikenloof, het Erekruis van het gehele Vorstelijke Huis van Lippe, de plaque van een Grootofficier in de Orde van de Leeuw van Zähringen en het Grootkruis in de Russische Orde van Sint-Stanislaus. Hij was Ridder Ie Klasse in de Orde van Philipp de Grootmoedige.
- Gemeinsame Normdatei: 116642394
- International Standard Name Identifier: 0000 0001 1037 3984
- Library of Congress Control Number: no95045595
- Nationale Bibliotheek van Tsjechië: xx0267401
- Nederlandse Thesaurus van Auteursnamen: 069520720
- Système universitaire de documentation: 124103863
- Virtual International Authority File: 8145020
- WorldCat: E39PBJh8JTtf3bvPt6Kv6jxv73